# Windpark Laakdal
Der Windpark Laakdal ist ein Windpark aus sechs Windkraftanlagen vom Typ REpower Systems MD77 mit 1500 kW Leistung pro Anlage auf dem Areal von Nike in Laakdal, Belgien. Jede der verwendeten Windkraftanlagen ist auf einem 111,5 Meter hohen Stahlfachwerkturm montiert und hat 77 Meter Rotordurchmesser. Eine Besonderheit dieses Windparks ist, dass durch die Masten einiger dieser Anlagen Straßen, die von LKWs passiert werden können, hindurchführen.